# Liste der Naturdenkmale in Mückeln
Die Liste der Naturdenkmale in Mückeln nennt die im Gemeindegebiet von Mückeln ausgewiesenen Naturdenkmale (Stand 4. Juni 2024).

## Naturdenkmale
| Nr.         | Bezeichnung      | Lage                                              | Beschreibung                                                                                    | Bild                                    |
| ----------- | ---------------- | ------------------------------------------------- | ----------------------------------------------------------------------------------------------- | --------------------------------------- |
| ND-7233-126 | Kaisereiche      | südöstlich des Ortes; Flur Am Eichbaum Lage       | Quercus robur, um 1700 gekeimt, 20 m hoch bei 3,1 m Brusthöhenumfang und 16 m Kronendurchmesser | Direkt Bild zu diesem Denkmal hochladen |
| ND-7233-130 | Zwei alte Eichen | westlich des Ortes; Flur In der Dohrdellbach Lage | Quercus robur, zwei Bäume; vor 1850 gekeimt                                                     | Direkt Bild zu diesem Denkmal hochladen |

## Ehemalige Naturdenkmale
| Nr. | Bezeichnung | Lage                                       | Beschreibung                                                 | Bild                                    |
| --- | ----------- | ------------------------------------------ | ------------------------------------------------------------ | --------------------------------------- |
|     | Schafbaum   | nördlich des Ortes; Flur Brandenbüsch Lage | Fagus sylvatica, um 1700 gekeimt Rechtsverordnung aufgehoben | Direkt Bild zu diesem Denkmal hochladen |